# 林邑楽
林邑楽（りんゆうがく）は、ベトナムから日本に伝わった雅楽の一種である。

## 概要
現在のベトナム中南部に存在したチャンパ王国の音楽で、2世紀末から8世紀にかけて中国では「林邑」という文字を当てていた。これは後漢の日南郡象林県から独立したため、「象林邑」と呼称し、略したものである。
『東大寺要録二、供養章第三に引用されている『大安寺菩提伝来記』によると、天平8年（736年）に菩提僊那や道璿とともに来日した林邑僧の仏哲により伝来したと言われている。彼は大安寺の僧に、自国の「菩薩儛幷部侶・抜頭等儛」を教授している。天平勝宝4年（752年）の大仏開眼供養会で舞われ、その後も、天平宝字7年（763年）1月の渤海使の饗応の際に唐楽・度羅楽、そのほか東国・隼人の楽とともに演奏されており、その折に朝廷は安史の乱の経緯を聞かされている。天平神護3年（767年）2月には、称徳天皇は山階寺に行幸し、林邑楽と呉の楽とを演奏させている。
大同4年（809年）3月21日の格により、雅楽寮に初めて楽師2名が置かれるようになった。『続日本後紀』によると、承和11年（844年）、仁明天皇は仁寿殿で林邑楽を初めて聞いた、という記録もある。しかし、このころ、林邑楽は左方唐楽に吸収されてしまっている。
曲目としては，「抜頭」（ばとう）・「陪臚」（ばいろ）・「迦陵頻」（かりょうびん）などが有名で、これらを含む8曲を林邑八楽と呼称することもある。